# 말괄량이 길들이기

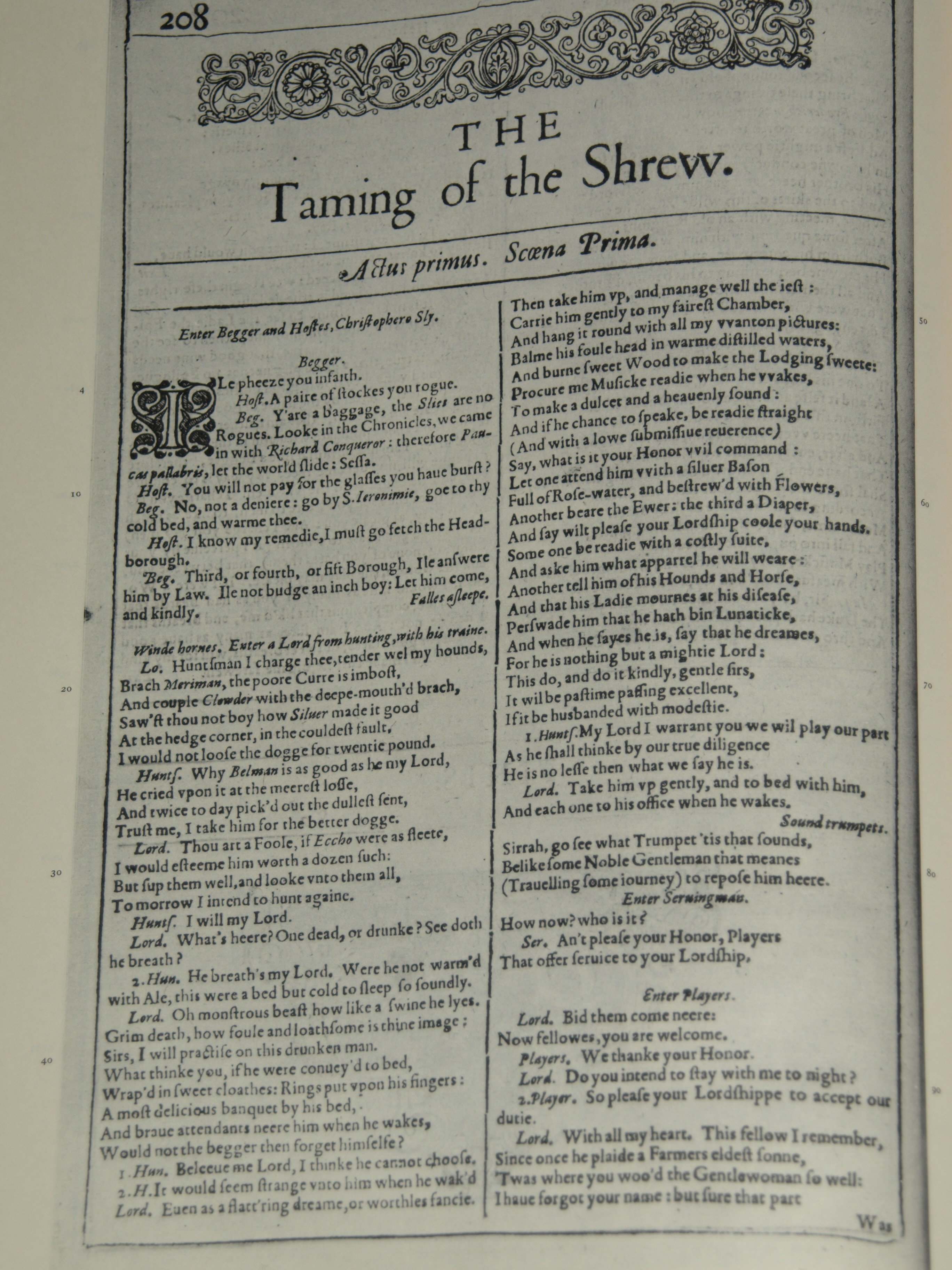

말괄량이 길들이기(영어: The Taming of the Shrew)는 윌리엄 셰익스피어의 희극으로 그의 초기 연극 중 하나이며, 1590년 ~ 1592년 사이에 쓰여졌다. 페트루치오라는 남성이 카트리나라는 말괄량이 여성을 길들인다는 내용의 유쾌한 희극이다.

## 등장인물
- 카트리나(케이트) 미놀라 - 제목의 말괄량이로 밥티스타의 장녀
- 비앙카 미놀라 - 카트리나의 여동생으로 천진난만한 소녀
- 밥티스타 미놀라 - 카트리나와 비앙카 자매의 아버지
- 페트루치오 - 카트리나의 구혼자
  - 그루미오 - 페트루치오의 하인
- 호텐쇼 - 비앙카의 구혼자이자 페트루치오의 친구
- 그레미오 - 가장 나이가 많은 비앙카의 구혼자
- 루센티오 - 비앙카의 구혼자
  - 트라니오 - 루센티오의 하인이자 친구
  - 비온델로 - 루센티오의 하인
  - 빈센티오 - 루센티오의 아버지

## 줄거리

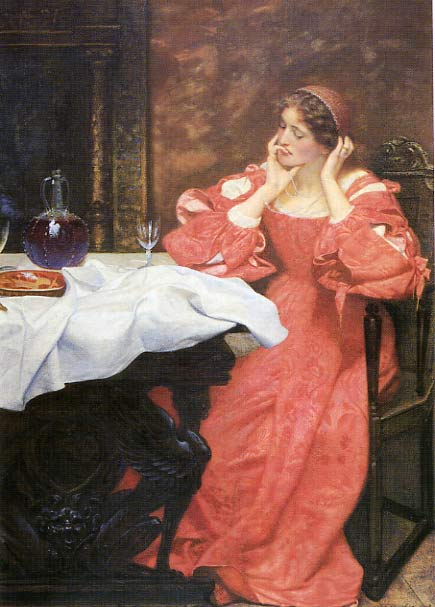
말괄량이 카트리나, 에드워드 로버트 휴스 (1898)

파도바의 부자 밥티스타의 맏딸 카트리나는 이름난 말괄량이었다. 성질이 어찌나 사납고 수다스러운지 ‘말괄량이 카트리나’라고 하면 파도바에서는 모르는 사람이 없었고, 아무도 카트리나에게 결혼 신청을 하지 않았다. 카트리나의 여동생 비앙카에게는 결혼 신청하는 남자가 많았지만 밥티스타는 카트리나가 시집가기 전에는 안된다고 했다. 그 무렵, 베로나에서 페트루치오라는 신사가 카트리나에게 청혼하기 위해 파도바까지 왔다. 페트루치오는 비앙카의 구혼자 중 하나인 호텐쇼의 친구였는데, 카트리나에 대한 이야기를 듣고 그녀와 결혼하기로 결심했다. 또 결혼한 뒤엔 무슨 말이든 고분고분 말 잘 듣는 얌전한 아내로 만들기로 결심했다. 남달리 분별심을 갖춘 그는 카트리나를 억누르려면 자기도 그녀처럼 행동해야겠다고 생각했다. 그가 카트리나를 만나 말할 때 그녀가 욕하면 그는 상냥하다고 했다. 정반대로 말하는 것이다. 결혼식에서 페트루치오는 미친 것처럼 행동했다. 결혼식 후에도 페트루치오는 카트리나가 먹지도 못하게 하고 잠도 못자게 했다. 페트루치오는 카트리나의 억센 기를 완전히 꺾으려고 했다. 이렇게 며칠이 지나자 카트리나의 거만한 기는 완전히 꺾이고 무슨 말이든지 고분고분 따르게 되었다. 카트리나와 페트루치오는 치카의 결혼식에 갔다. 그녀는 루센쇼라는 젊은이와 결혼하였다. 그 때 호텐쇼라는 신사와 그의 아내가 왔었다. 결혼식에서 루센쇼와 호텐쇼, 그리고 밥티스터는 페트루치오가 카트리니와 결혼한 것을 비웃었다. 그래서 페트루치오는 누구의 아내가 가장 얌전한지 각자 세 사람이 아내들을 부를 때 남편의 부름을 먼저 받고 맨 먼저 달려오는 아내의 남편이 돈을 갖기로 했다. 그들의 생각과는 달리 루센쇼와 호텐쇼의 아내들은 오지 않고 카트리나가 가장 먼저 왔다. 모두들 놀랐다. 그리하여 카트리나는 파도바에서 제일 얌전하고 훌륭한 부인으로서 다시 한 번 유명해졌다.